# Schloss Wachwitz

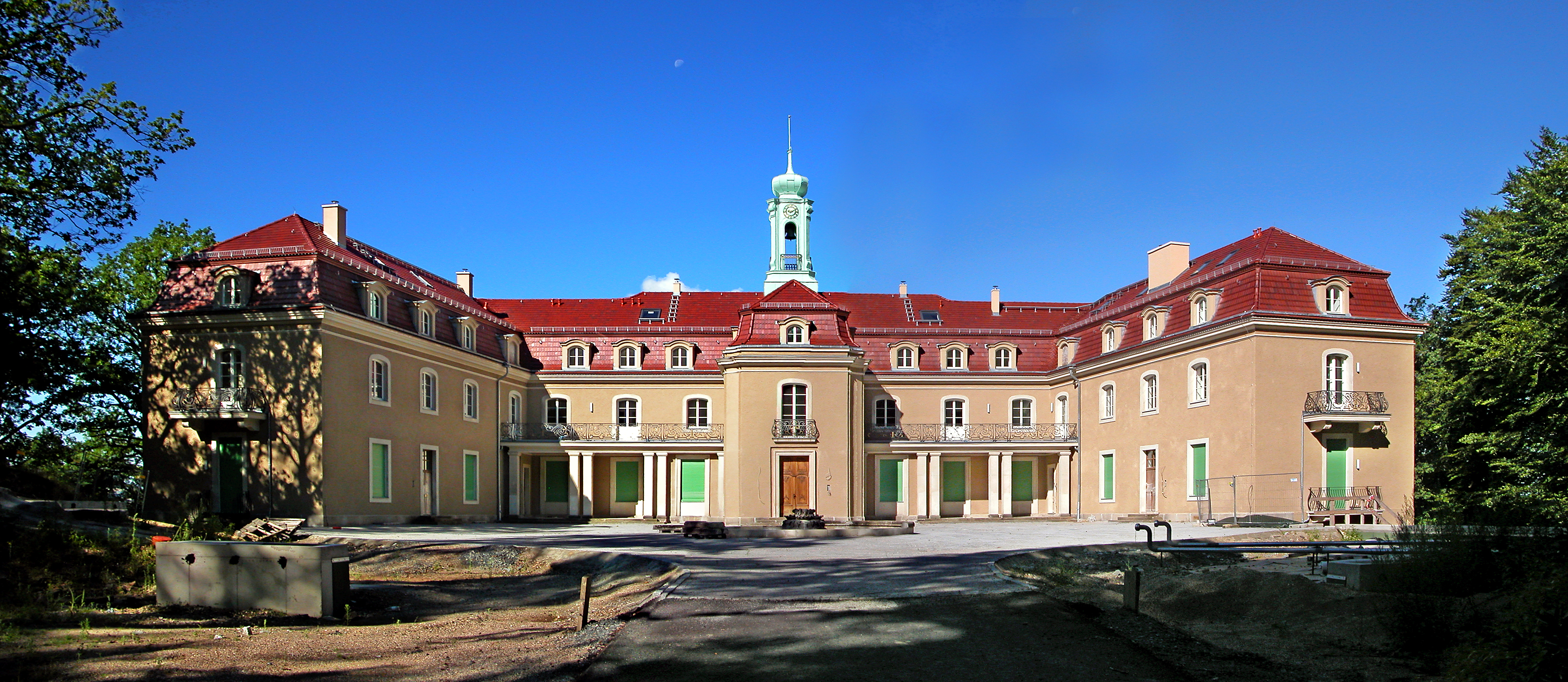
Hofseite von Schloss Wachwitz

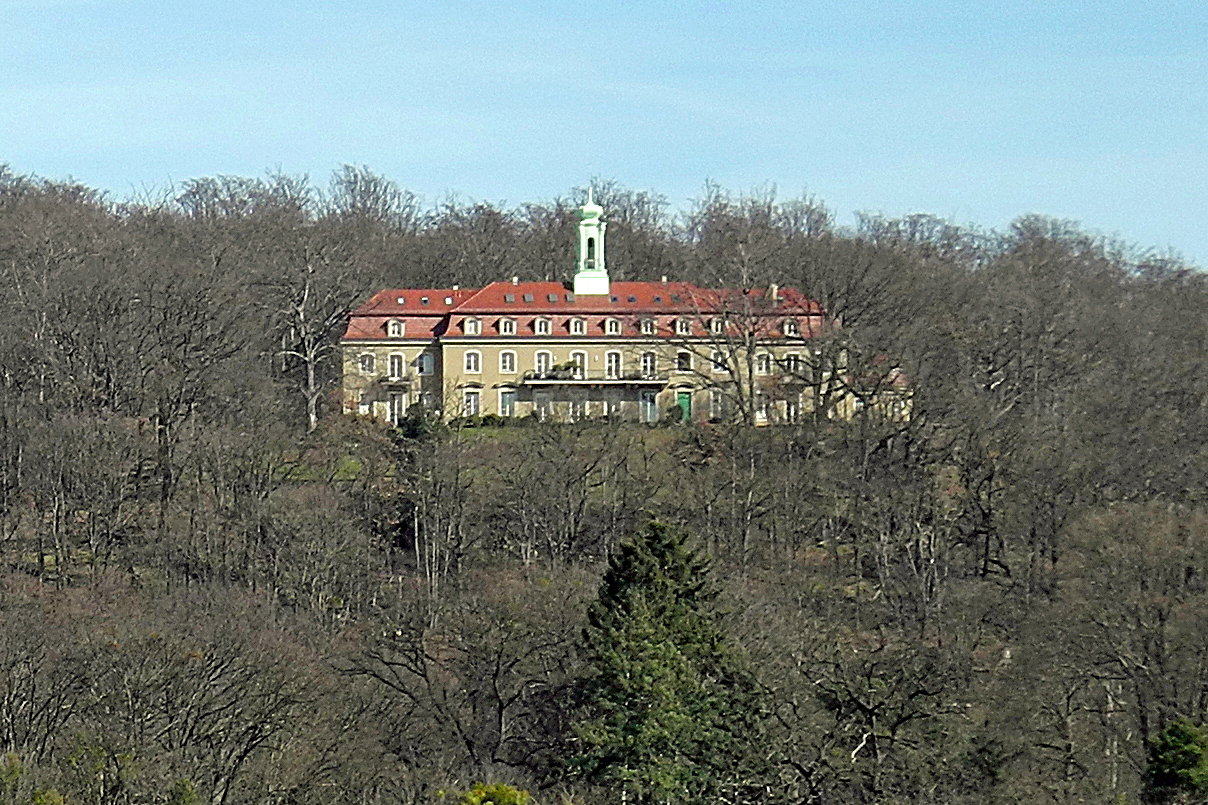
Elbseite des Schlosses Wachwitz

Schloss Wachwitz ist ein Schloss im ehemaligen königlichen Weinberg im Elbhang von Wachwitz in Dresden. Es liegt auf einem etwa 27 Hektar großen Areal am Wachwitzer Höhenpark. Zu ihm gehören neben dem Schloss und der Königlichen Villa auch der Rhododendrongarten Wachwitz und zahlreiche Nebengebäude.

## Geschichte

### 1824: Errichtung des Palais
Kronprinz Friedrich August, der in Niederpoyritz lebte, erwarb 1824 drei Weinberge in Wachwitz und errichtete ein Palais (die sogenannte Alte Villa) als seinen Sommersitz. 

### 1892: Die Königliche Villa

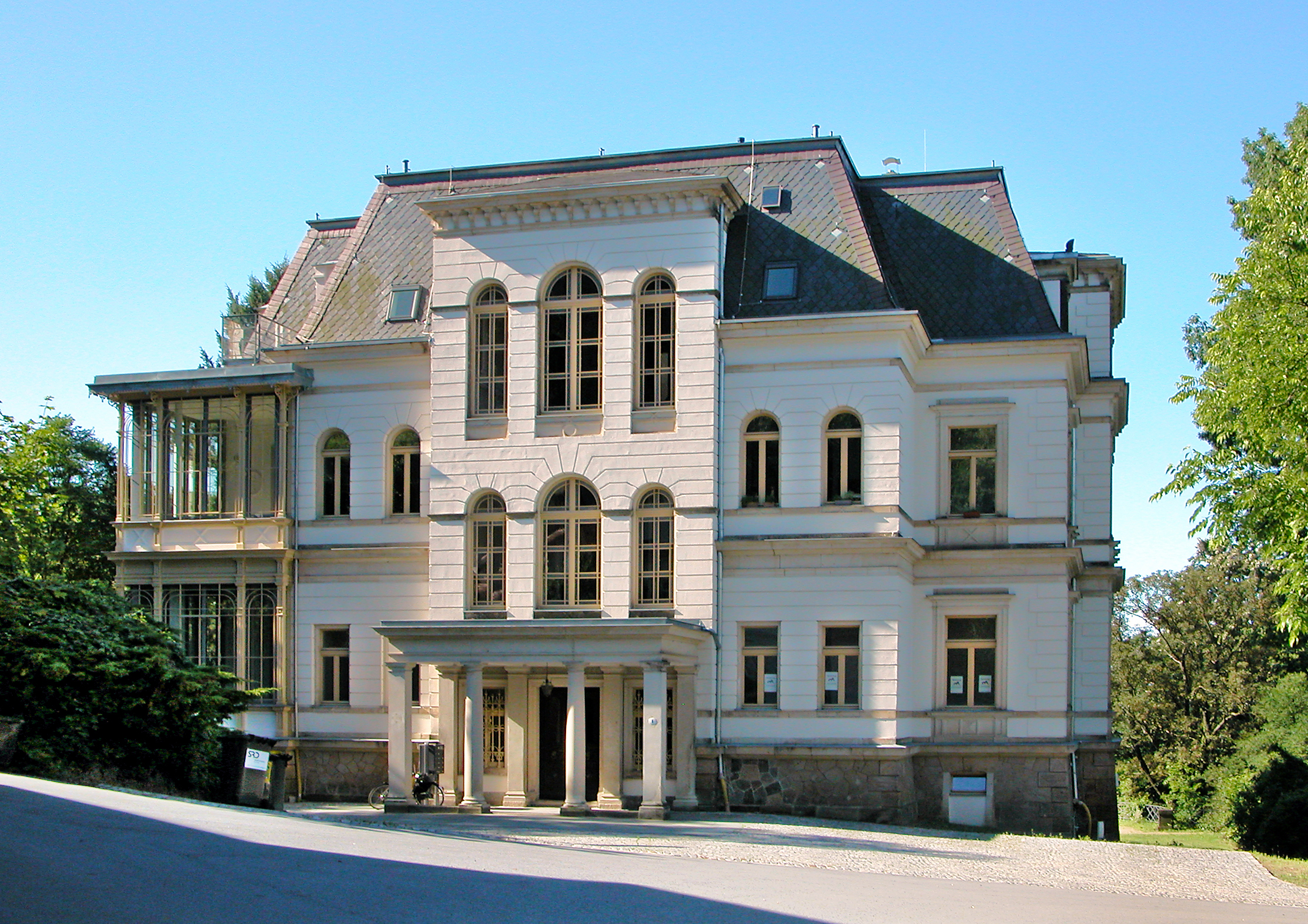
Ehem. Königliche Villa

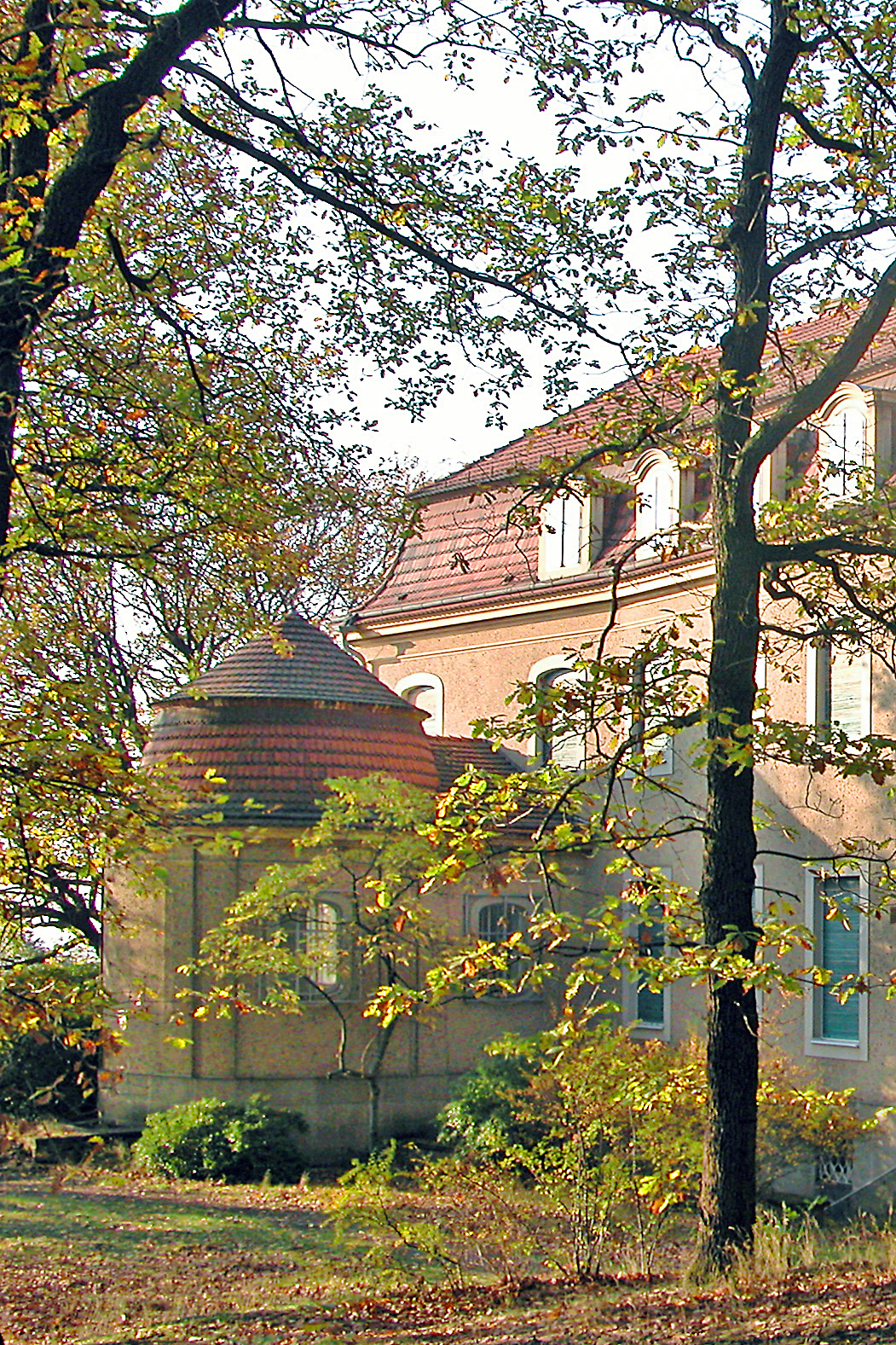
Ehem. Hauskapelle der Wettiner

1892 musste das Palais dem künftigen, nach Plänen von Wilhelm Teichgräber im Stil der Neorenaissance errichteten Wohnhaus des Kronprinzen Friedrich August weichen. Nach seinem Regierungsantritt 1904 diente die Königliche Villa Wachwitz (die sogenannte Neue Villa) ihm und seiner Familie als Sommersitz.

### 1936: Bau des Schlosses
Das eigentliche Schloss Wachwitz wurde 1936 bis 1937 vom Architekten Max Hans Kühne oberhalb der Königlichen Villa errichtet. Es diente als Wohnsitz von Friedrich Christian von Sachsen aus der Familie der Wettiner. 1945 wurden die Wettiner enteignet.
Das Schloss hatte etwa 40 Zimmer. Im Erdgeschoss waren der Empfangsraum (Roter Salon) sowie Gesellschaftsräume, das Esszimmer und die Bibliothek untergebracht, im Obergeschoss die Privaträume der Familie. An der Südseite befand sich eine kleine neobarocke Kapelle (mit darunter liegender Familiengruft), die mit einem Hochaltar von Otto Heybey (1899–1961), einem Deckengemälde des Werdenfelser Freskenmalers Heinrich Bickel (mit einer Darstellung der hl. Elisabeth von Thüringen) und einer kleinen Orgel der Gebrüder Jehmlich ausgestattet war.

### Nach 1945: Weitere Nutzung
Nach 1945 wurden Schloss und Villa vom sowjetischen Militär als Verwaltungssitz der Sowjetischen Militäradministration genutzt, von 1947 bis 1949 diente es dem sowjetischen Reisebüro als Intourist-Hotel.
Im Jahr 1950 wurde das Schloss an das Ministerium für Volksbildung bei der Landesregierung Sachsen übergeben und als Bezirksjugendschule der FDJ genutzt, zuletzt von 1984 bis 1990 als Außenstelle der Jugendhochschule „Wilhelm Pieck“ für die Ausbildung von Kulturkadern der FDJ. 
Von 1990 bis 1993 wurde es als Tagungsstätte und Gästehaus der Medizinischen Akademie Dresden genutzt, danach Leerstand. 
Die Königliche Villa diente bis 1990 der Fortbildung der Lehrer im Bezirk Dresden, von 1990 bis 1993 war sie dann Sitz der Sächsischen Akademie für Weiterbildung der Lehrer und Erzieher. Nach einem Leerstand folgte die Sanierung und der Umbau zu Eigentumswohnungen.

### 21. Jahrhundert

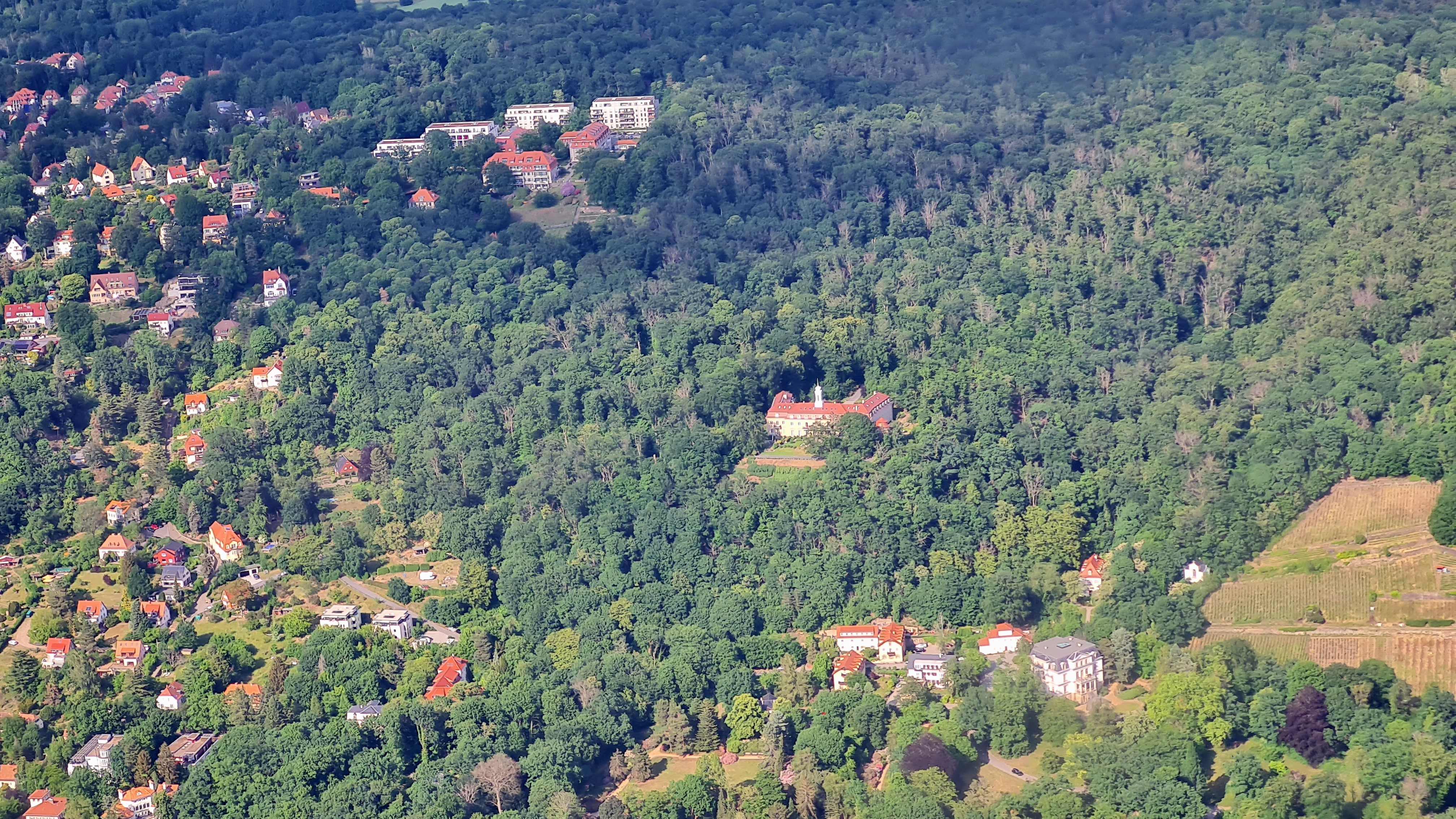
Luftbild Schloss Wachwitz 2022

2002 stellten die Erben des Hauses Wettin Rückgabeansprüche und prozessierten gegen den Freistaat. Die Ansprüche wurden Mitte 2003 vom Verwaltungsgericht Dresden zurückgewiesen. Das Haus Wettin hat daraufhin eine Klage vor dem Europäischen Gerichtshof in Straßburg eingereicht. Dabei berufen sich die Wettiner unter anderem auf einen Staatsvertrag aus dem Jahr 1924/25, nach welchem das gesamte Anwesen zum privaten Vermögen des Hauses Wettin zählt.
Über seinen Staatsbetrieb Sächsisches Immobilien- und Baumanagement bemühte sich der Freistaat Sachsen jahrelang erfolglos um einen Verkauf an private Investoren. Da Schloss und Villa seit Jahren ungenutzt waren (das Schloss seit 1994, die Villa seit 1997) verfielen die Gebäude zusehends. Im Juli 2007 schließlich verkaufte der Freistaat das Schloss Wachwitz an die V.V.K. (Vermögensverwaltungskanzlei) Dresden. Laut Pressemitteilung des Sächsischen Finanzministeriums soll das Areal hauptsächlich für Wohnungen genutzt werden. Außerdem wurde vertraglich vereinbart, dass der Rhododendrongarten und die Hauptwanderwege für die Öffentlichkeit zugänglich bleiben.
Von 2011 bis Ende 2012 erfolgte durch die V.V.K. Dresden die Sanierung des Schlosses und der Umbau in 20 Eigentumswohnungen.

## Rhododendron-Park

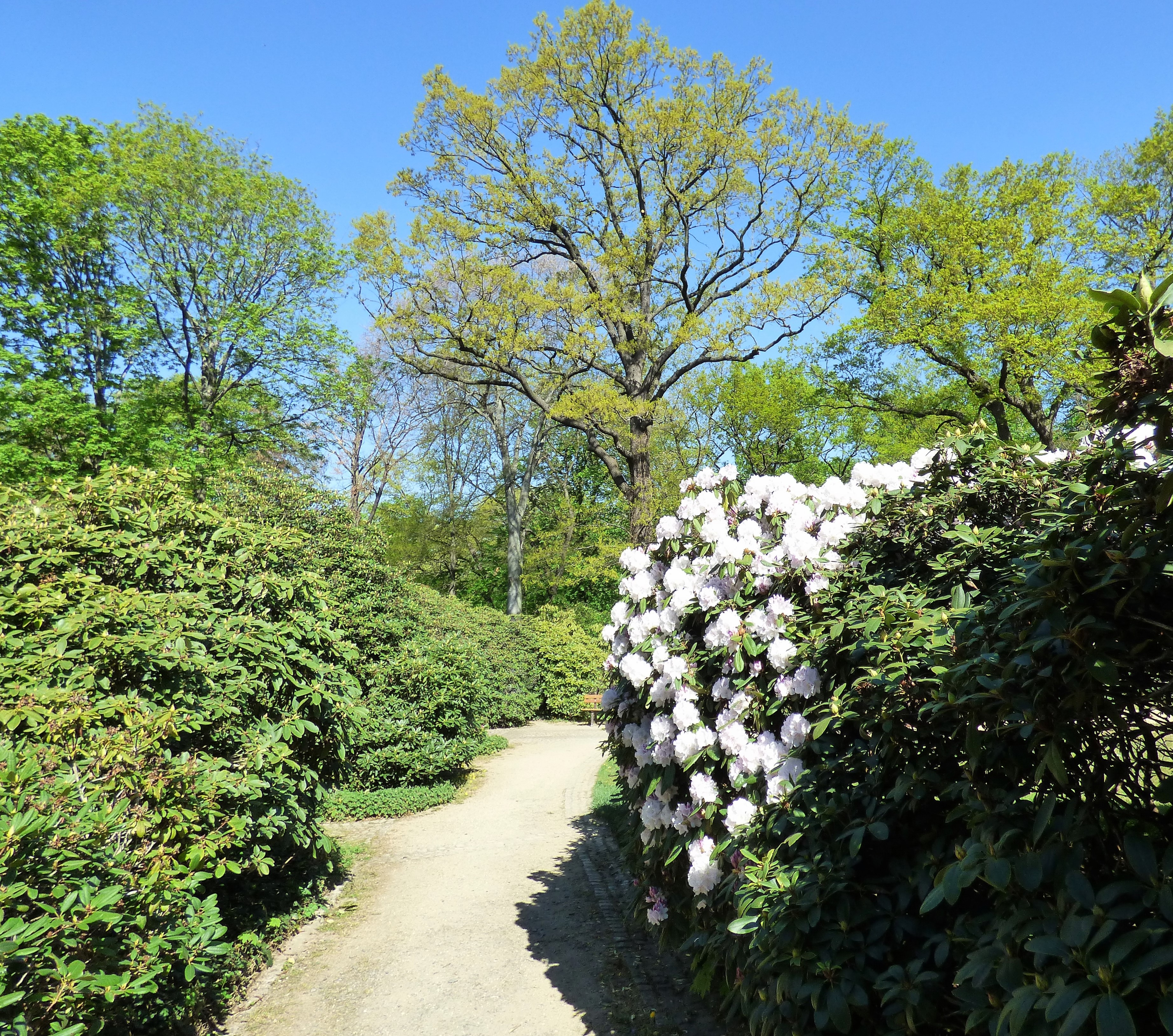
Rhododendron-Park (2020)

In der Nähe des Schlosses liegt der Rhododendron-Park. Er wurde am 13. Mai 1972 nach zweijähriger Gestaltungs- und Bauzeit eröffnet. Die 10.000 m² große Parkanlage beherbergt ca. 1000 Rhododendren mit 200 Sorten, 60 Arten und vielen Sorten von Bäumen und Ziersträuchern. Das Projekt wurde vom Gartenbauingenieur Karl Scholz (1912–1983), der als Begründer des Parks gilt, unter Zusammenarbeit mit Werner Dänhardt (Institut für Gartenbau in Pillnitz) und Gartengestalter Diplomgärtner Henke verwirklicht. Unterstützt wurden sie von Siegfried Sommer (TU Dresden) und vielen freiwilligen Helfern.